# Krefelder Fußball-Club Uerdingen 05 1995-1996
Questa voce raccoglie le informazioni riguardanti il Krefelder Fußball-Club Uerdingen 05 nelle competizioni ufficiali della stagione 1995-1996.

## Stagione
Nella stagione 1995-1996 l'Uerdingen, allenato da Friedhelm Funkel e Armin Reutershahn, concluse il campionato di Bundesliga al 18º posto e fu retrocesso in 2. Bundesliga. In Coppa di Germania l'Uerdingen fu eliminato al secondo turno dal Borussia Dortmund.

## Rosa
| N. |                        | Ruolo | Calciatore       |
| -- | ---------------------- | ----- | ---------------- |
| 1  | Germania (bandiera)    | P     | Bernd Dreher     |
| 2  | Germania (bandiera)    | D     | Helmut Rahner    |
| 3  | Danimarca (bandiera)   | D     | Jan Heintze      |
| 4  | Germania (bandiera)    | D     | Stephan Paßlack  |
| 5  | Germania (bandiera)    | D     | Heiko Peschke    |
| 6  | Bulgaria (bandiera)    | C     | Zlatko Jankov    |
| 7  | Rep. Ceca (bandiera)   | A     | Günter Bittengel |
| 8  | Germania (bandiera)    | C     | Axel Jüptner     |
| 9  | Stati Uniti (bandiera) | A     | John van Buskirk |
| 10 | Germania (bandiera)    | C     | Horst Steffen    |
| 11 | Germania (bandiera)    | A     | Heiko Laeßig     |

| N. |                        | Ruolo | Calciatore      |
| -- | ---------------------- | ----- | --------------- |
| 12 | Germania (bandiera)    | C     | Sebastian Hahn  |
| 13 | Germania (bandiera)    | D     | Mustafa Doğan   |
| 14 | Germania (bandiera)    | C     | Marcus Wedau    |
| 16 | Germania (bandiera)    | P     | Alexander Bade  |
| 17 | Germania (bandiera)    | C     | Gerd Kühn       |
| 18 | Paesi Bassi (bandiera) | A     | Erik Meijer     |
| 19 | Germania (bandiera)    | D     | Uwe Grauer      |
| 20 | Germania (bandiera)    | C     | Michael Lusch   |
| 26 | Paesi Bassi (bandiera) | C     | Jos Luhukay     |
| 29 | Polonia (bandiera)     | A     | Marek Leśniak   |
| 30 | Germania (bandiera)    | D     | Jörg Oberländer |

## Organigramma societario
Area tecnica
- Allenatore: Armin Reutershahn
- Allenatore in seconda:
- Preparatore dei portieri:
- Preparatori atletici:

## Calciomercato

### Sessione estiva
| Acquisti | Acquisti      | Acquisti       | Acquisti |
| R.       | Nome          | da             | Modalità |
| -------- | ------------- | -------------- | -------- |
| C        | Jos Luhukay   | Straelen       |          |
| C        | Michael Lusch | Kaiserslautern |          |
| A        | Erik Meijer   | PSV            |          |
| C        | Zlatko Jankov | Levski Sofia   |          |

| Cessioni | Cessioni           | Cessioni            | Cessioni |
| R.       | Nome               | a                   | Modalità |
| -------- | ------------------ | ------------------- | -------- |
| A        | Markus Feldhoff    | Bayer Leverkusen    |          |
| D        | Sergey Gorlukovich | Spartak Vladikavkaz |          |
| P        | Simon Jentzsch     | Karlsruhe           |          |
| C        | Michał Probierz    | Wattenscheid 09     |          |
| C        | Hannes Reinmayr    | Sturm Graz          |          |
| C        | Kai-Uwe Schnell    | Paderborn           |          |
| A        | Frank Weber        | Paderborn           |          |

### Sessione invernale
| Acquisti | Acquisti      | Acquisti    | Acquisti |
| R.       | Nome          | da          | Modalità |
| -------- | ------------- | ----------- | -------- |
| A        | Marek Leśniak | Monaco 1860 |          |

| Cessioni | Cessioni     | Cessioni        | Cessioni |
| R.       | Nome         | a               | Modalità |
| -------- | ------------ | --------------- | -------- |
| A        | Rainer Krieg | Fortuna Colonia |          |

## Risultati

### Bundesliga

#### Girone di andata
| Stoccarda 11 agosto 1995, ore 20:00 CEST 1ª giornata | Stoccarda | 0 – 0 referto | Uerdingen 05 | Gottlieb-Daimler-Stadion (28 000 spett.)\| Arbitro: \| Fleske \| |
| Arbitro:                                             | Fleske    |               |              |                                                                  |

| Arbitro: | Berg |

|             |           |                 |
| Peschke 60’ | Marcatori | 24’ Komljenović |

| Arbitro: | Pohlmann |

|                      |           |  |
| Papin 27’ Helmer 70’ | Marcatori |  |

| Arbitro: | Merk |

|                                         |           |  |
| Meijer 25’ Peschke 54’ (rig.) Wedau 74’ | Marcatori |  |

| Colonia 8 settembre 1995, ore 20:00 CEST 5ª giornata | Colonia | 0 – 0 referto | Uerdingen 05 | Müngersdorfer Stadion (16 000 spett.)\| Arbitro: \| Hufgard \| |
| Arbitro:                                             | Hufgard |               |              |                                                                |

| Arbitro: | Albrecht |

|            |           |                 |
| Meijer 87’ | Marcatori | 26’ Anderbrügge |

| Arbitro: | Krug |

|              |           |  |
| Seeliger 86’ | Marcatori |  |

| Arbitro: | Zerr |

|            |           |             |
| Laeßig 82’ | Marcatori | 25’ Henchoz |

| Arbitro: | Habermann |

|                 |           |  |
| Dundee 51’, 61’ | Marcatori |  |

| Arbitro: | Frey |

|            |           |              |
| Meijer 52’ | Marcatori | 25’ Baumgart |

| Arbitro: | Fleske |

|                       |           |  |
| Paßlack 11’ Wedau 25’ | Marcatori |  |

| Arbitro: | Albrecht |

|            |           |            |
| Sutter 75’ | Marcatori | 14’ Jankov |

| Arbitro: | Wagner |

|               |           |            |
| Bittengel 76’ | Marcatori | 86’ Wagner |

| Arbitro: | Kemmling |

|                      |           |            |
| Wörns 9’ Kirsten 74’ | Marcatori | 69’ Meijer |

| Arbitro: | Dardenne |

|  |           |                            |
|  | Marcatori | 66’ Kohler 71’ (rig.) Zorc |

| Arbitro: | Strampe |

|                                   |           |                   |
| Dahlin 26’ Kastenmaier 30’ (rig.) | Marcatori | 23’ (rig.) Meijer |

| Arbitro: | Berg |

|                        |           |                                                  |
| Steffen 6’ Heintze 36’ | Marcatori | 10’ Trulsen 41’, 53’, 88’ Sobotzik 74’ Scharping |

#### Girone di ritorno
| Arbitro: | Merk |

|                                            |           |                                             |
| Meijer 13’ (rig.) Laeßig 47’ Bittengel 90’ | Marcatori | 35’ Kruse 56’ Herzog 87’ Élber 89’ Gilewicz |

| Arbitro: | Kasper |

|               |           |  |
| Rauffmann 45’ | Marcatori |  |

| Arbitro: | Habermann |

|            |           |                                                                 |
| Meijer 86’ | Marcatori | 19’ Helmer 52’, 88’ Strunz 57’ Klinsmann 61’ Zickler 85’ Scholl |

| Arbitro: | Fröhlich |

|            |           |  |
| Basler 45’ | Marcatori |  |

| Arbitro: | Strampe |

|            |           |                    |
| Leśniak 2’ | Marcatori | 77’ (rig.) Polster |

| Arbitro: | Aust |

|           |           |             |
| Linke 66’ | Marcatori | 78’ Paßlack |

| Arbitro: | Best |

|             |           |                                            |
| Paßlack 43’ | Marcatori | 14’ Tonello 49’ Seeliger 86’ (rig.) Glavaš |

| Amburgo 29 marzo 1996, ore 20:00 CET 25ª giornata | Amburgo   | 0 – 0 referto | Uerdingen 05 | Volksparkstadion (17 803 spett.)\| Arbitro: \| Scheuerer \| |
| Arbitro:                                          | Scheuerer |               |              |                                                             |

| Arbitro: | Malbranc |

|                         |           |                                 |
| Leśniak 20’ Paßlack 60’ | Marcatori | 49’ Reich 71’ Häßler 86’ Dundee |

| Arbitro: | Zerr |

|                     |           |  |
| Beinlich 48’ (rig.) | Marcatori |  |

| Arbitro: | Pohlmann |

|                 |           |                   |
| Bodden 46’, 54’ | Marcatori | 38’ (rig.) Meijer |

| Arbitro: | Krug |

|                                  |           |          |
| Meijer 4’ Steffen 77’ Laeßig 84’ | Marcatori | 79’ Todt |

| Arbitro: | Albrecht |

|                                |           |  |
| Kuka 4’ Wagner 37’ Wegmann 72’ | Marcatori |  |

| Arbitro: | Steinborn |

|                                    |           |  |
| Leśniak 31’ Steffen 47’ Laeßig 83’ | Marcatori |  |

| Arbitro: | Best |

|                                                 |           |  |
| Kohler 5’ Heinrich 23’ Reuter 35’, 59’ Zorc 43’ | Marcatori |  |

| Arbitro: | Dardenne |

|  |           |                   |
|  | Marcatori | 5’, 34’ Sternkopf |

| Arbitro: | Aust |

|  |           |                 |
|  | Marcatori | 25’, 44’ Meijer |

### Coppa di Germania
| Arbitro: | Friedrichs |

|  |           |                         |
|  | Marcatori | 28’ Heintze 65’ Steffen |

| Arbitro: | Aust |

|                                   |           |  |
| Ricken 65’ Tretschok 81’ Zorc 90’ | Marcatori |  |

## Statistiche

### Statistiche di squadra
| Competizione      | Punti | In casa | In casa | In casa | In casa | In casa | In casa | In trasferta | In trasferta | In trasferta | In trasferta | In trasferta | In trasferta | Totale | Totale | Totale | Totale | Totale | Totale | DR  |
| Competizione      | Punti | G       | V       | N       | P       | Gf      | Gs      | G            | V            | N            | P            | Gf           | Gs           | G      | V      | N      | P      | Gf     | Gs     | DR  |
| ----------------- | ----- | ------- | ------- | ------- | ------- | ------- | ------- | ------------ | ------------ | ------------ | ------------ | ------------ | ------------ | ------ | ------ | ------ | ------ | ------ | ------ | --- |
| Bundesliga        | 26    | 17      | 4       | 6       | 7       | 26      | 32      | 17           | 1            | 5            | 11           | 7            | 24           | 34     | 5      | 11     | 18     | 33     | 56     | -23 |
| Coppa di Germania | -     | 0       | 0       | 0       | 0       | 0       | 0       | 2            | 1            | 0            | 1            | 2            | 3            | 2      | 1      | 0      | 1      | 2      | 3      | -1  |
| Totale            | 26    | 17      | 4       | 6       | 7       | 26      | 32      | 19           | 2            | 5            | 12           | 9            | 27           | 36     | 6      | 11     | 19     | 35     | 59     | -24 |

### Andamento in campionato
| Giornata  | 1  | 2  | 3  | 4 | 5  | 6  | 7  | 8  | 9  | 10 | 11 | 12 | 13 | 14 | 15 | 16 | 17 | 18 | 19 | 20 | 21 | 22 | 23 | 24 | 25 | 26 | 27 | 28 | 29 | 30 | 31 | 32 | 33 | 34 |
| --------- | -- | -- | -- | - | -- | -- | -- | -- | -- | -- | -- | -- | -- | -- | -- | -- | -- | -- | -- | -- | -- | -- | -- | -- | -- | -- | -- | -- | -- | -- | -- | -- | -- | -- |
| Luogo     | T  | C  | T  | C | T  | C  | T  | C  | T  | C  | C  | T  | C  | T  | C  | T  | C  | C  | T  | C  | T  | C  | T  | C  | T  | C  | T  | T  | C  | T  | C  | T  | C  | T  |
| Risultato | N  | N  | P  | V | N  | N  | P  | N  | P  | N  | V  | N  | N  | P  | P  | P  | P  | P  | P  | P  | P  | N  | N  | P  | N  | P  | P  | P  | V  | P  | V  | P  | P  | V  |
| Posizione | 12 | 11 | 14 | 7 | 10 | 10 | 13 | 10 | 15 | 14 | 11 | 11 | 10 | 13 | 14 | 15 | 17 | 17 | 18 | 18 | 18 | 18 | 18 | 18 | 18 | 18 | 18 | 18 | 18 | 18 | 18 | 18 | 18 | 18 |

Legenda:

Luogo: C = Casa; T = Trasferta. Risultato: V = Vittoria; N = Pareggio; P = Sconfitta.

### Statistiche dei giocatori
| Giocatore      | Bundesliga | Bundesliga | Bundesliga  | Bundesliga | Coppa di Germania | Coppa di Germania | Coppa di Germania | Coppa di Germania | Totale   | Totale | Totale      | Totale     |
| Giocatore      | Presenze   | Reti       | Ammonizioni | Espulsioni | Presenze          | Reti              | Ammonizioni       | Espulsioni        | Presenze | Reti   | Ammonizioni | Espulsioni |
| -------------- | ---------- | ---------- | ----------- | ---------- | ----------------- | ----------------- | ----------------- | ----------------- | -------- | ------ | ----------- | ---------- |
| A. Bade        | 5          | 0          | 0           | 0          | 1                 | 0                 | 0                 | 0                 | 6        | 0      | 0           | 0          |
| G. Bittengel   | 20         | 2          | 2           | 0          | 2                 | 0                 | 0                 | 0                 | 22       | 2      | 2           | 0          |
| M. Doğan       | 28         | 0          | 5           | 0          | 2                 | 0                 | 0                 | 0                 | 30       | 0      | 5           | 0          |
| B. Dreher      | 29         | 0          | 0           | 0          | 1                 | 0                 | 0                 | 0                 | 30       | 0      | 0           | 0          |
| U. Grauer      | 22         | 0          | 0           | 0          | 1                 | 0                 | 0                 | 0                 | 23       | 0      | 0           | 0          |
| S. Hahn        | 13         | 0          | 1           | 0          | 1                 | 0                 | 0                 | 0                 | 14       | 0      | 1           | 0          |
| J. Heintze     | 27         | 1          | 5           | 1          | 2                 | 1                 | 1                 | 0                 | 29       | 2      | 6           | 1          |
| A. Jüptner     | 25         | 0          | 4           | 0          | 1                 | 0                 | 0                 | 0                 | 26       | 0      | 4           | 0          |
| R. Krieg       | 8          | 0          | 0           | 0          | 2                 | 0                 | 0                 | 0                 | 10       | 0      | 0           | 0          |
| G. Kühn        | 14         | 0          | 5           | 0          | 1                 | 0                 | 0                 | 0                 | 15       | 0      | 5           | 0          |
| H. Laeßig      | 30         | 4          | 9           | 0          | 1                 | 0                 | 0                 | 0                 | 31       | 4      | 9           | 0          |
| M. Leśniak     | 17         | 3          | 2           | 0          | 0                 | 0                 | 0                 | 0                 | 17       | 3      | 2           | 0          |
| J. Luhukay     | 2          | 0          | 0           | 0          | 0                 | 0                 | 0                 | 0                 | 2        | 0      | 0           | 0          |
| M. Lusch       | 20         | 0          | 2           | 0          | 1                 | 0                 | 0                 | 0                 | 21       | 0      | 2           | 0          |
| E. Meijer      | 32         | 11         | 9           | 1          | 2                 | 0                 | 0                 | 0                 | 34       | 11     | 9           | 1          |
| J. Oberländer  | 2          | 0          | 1           | 0          | 0                 | 0                 | 0                 | 0                 | 2        | 0      | 1           | 0          |
| S. Paßlack     | 32         | 4          | 13          | 0          | 2                 | 0                 | 0                 | 0                 | 34       | 4      | 13          | 0          |
| H. Peschke     | 11         | 2          | 0           | 0          | 1                 | 0                 | 0                 | 0                 | 12       | 2      | 0           | 0          |
| H. Rahner      | 28         | 0          | 6           | 0          | 2                 | 0                 | 0                 | 0                 | 30       | 0      | 6           | 0          |
| H. Steffen     | 28         | 3          | 4           | 0          | 2                 | 1                 | 0                 | 0                 | 30       | 4      | 4           | 0          |
| M. Wedau       | 32         | 2          | 4           | 0          | 2                 | 0                 | 0                 | 0                 | 34       | 2      | 4           | 0          |
| Z. Jankov      | 15         | 1          | 4           | 0          | 1                 | 0                 | 1                 | 0                 | 16       | 1      | 5           | 0          |
| J. van Buskirk | 1          | 0          | 0           | 0          | 0                 | 0                 | 0                 | 0                 | 1        | 0      | 0           | 0          |